# School Days
School Days (japanisch スクールデイズ Sukūru Deizu, deutsch ‚Schultage‘) ist ein Erogē-Ren’ai-Adventure von 0verflow.
Während die meisten japanischen Adventures zum Großteil aus Standbildern bestehen, ist School Days vollständig animiert, davon 70 Minuten in Form von Videos. Das Spiel besitzt 20 (in der PS2-Version 25 und der HQ-Version 21) Enden, wobei es besonders für die Grausamkeit der schlechten Enden bekannt ist, die u. a. sehr drastisch einen Mord oder Selbstmord zeigen.
Es folgten 2005 drei Light Novels bei Harvest Novels, mehrere Manga, ein Anime von TNK und die Hörspiel-CD School Days Original Drama CD Vol. 1: Hi-mi-tsu no Hanazono (School Days オリジナルドラマCD Vol.1 ヒ･ミ･ツの花園, dt. „Geheimer Blumengarten“).
Die 2006 und 2010 erschienenen Ableger Summer Days und Cross Days sind Prequels bzw. Spin-Offs zu School Days mit denselben Charakteren, jedoch folgen sie einer unabhängigen Handlung.

## Handlung
Zu Beginn wird der Charakter Makoto Itō (伊藤 誠, Itō Makoto) eingeführt, der im Zug auf dem Weg zur Schule heimlich ein Foto einer Mitschülerin aus der Parallelklasse mit seinem Mobiltelefon macht. Bei dem schüchtern wirkenden Mädchen handelt es sich um Kotonoha Katsura (桂 言葉, Katsura Kotonoha). Im Klassenraum angekommen wird durch einen neuen Sitzplan das Mädchen Sekai Saionji (西園寺 世界, Sekai Saionji) seine Banknachbarin, die sogleich das Hintergrundbild entdeckt. Sie fasst sich daraufhin das Ziel, die beiden zusammenzubringen. Als es Sekai schließlich gelingt, dass sich Makoto und Kotonoha verabreden, erkennt sie jedoch, dass auch sie tiefere Gefühle für ihn hegt. Am späten Nachmittag befinden sich Sekai und Makoto auf dem Bahnhof. Sekai wartet auf ihren Zug nach Hause, während Makoto auf Kotonoha wartet. Sie sagt ihm, wie er ihr für ihre Hilfe danken könnte. Kurz bevor ihr Zug den Bahnhof verlässt, küsst sie ihn und weint auf dem Weg nach Hause. Wie sich die Handlung ab dieser Stelle weiterentwickelt hängt gänzlich von den Entscheidungen des Spielers ab.

## Anime
Obwohl das Spiel an sich wie ein Anime gestaltet ist, wurde noch ein Anime durch TNK für das Fernsehen produziert, der aus zwölf Episoden besteht. Die erste Folge wurde am 4. Juli 2007 kurz nach Mitternacht, und damit am vorigen Fernsehtag, auf TV Kanagawa ausgestrahlt. Am Folgetag zogen Chiba TV und TV Aichi nach, sowie mit jeweils wieder einem Tag Versatz TV Saitama und TV Ōsaka. Landesweit war sie über AT-X ab dem 12. Juli zu empfangen.
Da sich kurz vor der Ausstrahlung dieser letzten Folge in Japan ein Unglück ereignete, bei dem ein 16-jähriges Mädchen ihren Vater mit einer Axt tötete, wurde diese von den meisten Fernsehanstalten nicht gesendet und durch ein 30-minütiges Video mit Landschaftsaufnahmen ersetzt. In diesem Video kamen auch Aufnahmen einer Yacht vor, welche von einem 4chan User mit den Worten Nice Boat (Hübsches Boot) kommentiert wurden. Lediglich der Sender AT-X sendete diese wie geplant am 27. September 2007. Als Folgereaktion auf diese Ersetzung wurde Nice Boat öfters als Begriff für Ausfälle jeglicher Natur verwendet und durch die stetige Nutzung in Karikaturen und Parodien als Running Gag zum Internet-Meme. So berichtete die Yomiuri Shimbun das in der Woche vom 17. bis zum 23. September Nice Boat der zehntmeistgesuchte Suchbegriff bei Yahoo! Japan war.
Die anfängliche Handlung entspricht hier der des zugrundeliegenden Spiels und ist auch fortlaufend eng an dieses gebunden. Da das Spiel mehrere Handlungsverläufe kennt, wurde eine Auswahl getroffen und die Handlung des Animes ist so nicht enthalten gewesen, bedient sich aber vieler Handlungselemente. Das Spiel bietet zwar auch gute Enden, ist aber eher für seine blutigen schlechten bekannt, auch wenn letztere lediglich 15 % der Enden ausmachen. Das wurde auch im Anime aufgegriffen und dieser endet dementsprechend in der letzten Folge mit einer Katastrophe.
Am 2. Mai 2020 gab das in Deutschland ansässige Animelabel Animoon Publishing über Facebook bekannt, die Lizenz für eine offizielle deutsche Veröffentlichung samt deutscher Synchronisation erworben zu haben. Animoon hatten den Termin für die Veröffentlichung der ersten vier Episoden auf DVD und Blu-Ray ursprünglich für den Zeitraum um das Jahresende 2020 vorgesehen, diesen dann aber zunächst auf den 30. April 2021, und anschließend auf den 14. Mai 2021 verschoben. Laut einem Artikel der auf Anime spezialisierten Nachrichtenseite anime2you.de ist diese erneute Verschiebung darauf zurückzuführen, dass die Rolle des Makoto Itō kurzfristig umbesetzt wurde: ursprünglich war als deutscher Sprecher Fabian Wittkowski vorgesehen, ehe die Rolle an Christopher Kohn übergeben wurde. Am 25. Juni erschienen die Episoden fünf bis neun und am 23. Juli die Episoden zehn bis zwölf, sowie die OVA Magical Heart ☆ Kokoro-chan.

### Episoden
| Episode | japanischer Titel                 | deutscher Titel                   | Erstausstrahlung   |
| ------- | --------------------------------- | --------------------------------- | ------------------ |
| 01      | 告白 (Kokuhaku)                   | Geständnis                        | 7. April 2007      |
| 02      | 二人の距離 (Futari no Kyori)      | Die Kluft zwischen zwei Herzen    | 11. Juli 2007      |
| 03      | 擦れ違う想い (Surechigau Omoi)    | Gefühle driften aneinander vorbei | 18. Juli 2007      |
| 04      | 無垢 (Muku)                       | Unschuld                          | 25. Juli 2007      |
| 05      | 波紋 (Hamon)                      | Emotionen schlagen hohe Wellen    | 1. August 2007     |
| 06      | 明かされた関係 (Akasareta Kankei) | Enthüllte Beziehungen             | 8. August 2007     |
| 07      | 前夜祭 (Zen'yasai)                | Der Abend vor dem Fest            | 15. August 2007    |
| 08      | 学祭 (Gakusai)                    | Schulfest                         | 22. August 2007    |
| 09      | 後夜祭 (Kōyasai)                  | Abschlussfeier                    | 29. August 2007    |
| 10      | 心と体 (Kokoro to Karada)         | Körper und Seele                  | 5. September 2007  |
| 11      | みんなの誠 (Minna no Makoto)      | Die Wahrheit über Jeden           | 12. September 2007 |
| 12      | スクールデイズ (Sukūru Deizu)     | School Days                       | 27. September 2007 |

### OVAs
Zu der Serie erschienen zwei zusätzliche als OVA angebotene Folgen, die nicht der normalen Handlung folgen, sondern bestimmte Dinge thematisieren und humoristisch oder verschärft umsetzen. Dies sind School Days – Magical Heart ☆ Kokoro-chan und School Days – Valentine Days. Bei der ebenfalls am 1. April 2008 angekündigten OVA School Days – Sekai Days, handelte es sich jedoch um einen Aprilscherz von 0verflow, welche zusammen mit einem Modellbausatz des Nice Boats angeboten werden sollte.

### Synchronisation
| Rolle            | japanischer Sprecher (Seiyū) | deutscher Sprecher   |
| ---------------- | ---------------------------- | -------------------- |
| Makoto Itō       | Daisuke Hirakawa             | Christopher Kohn     |
| Sekai Saionji    | Shiho Kawaragi               | Samina König         |
| Kotonoha Katsura | Tae Okajima                  | Ann-Christin Wage    |
| Setsuna Kiyoura  | Keiko Imoto                  | Nina Benz            |
| Hikari Kuroda    | Ryōko Tanaka                 | Jana Dunja Gries     |
| Nanami Kanroji   | Chiaki Takahashi             | Angelina Markiefka   |
| Otome Katō       | Haruka Nagami                | Patricia Strasburger |
| Taisuke Sawanaga | Yoshirō Matsumoto            | Vincent Fallow       |
| Kokoro Katsura   | Megu Ashiro                  | Julia Bautz          |

### Musik
Als Vorspanntitel wurde Innocent Blue (イノセント・ブルー) von DeviceHigh verwendet.
Insgesamt gibt es für School Days, wenn man die OVA Valentine Days mitzählt, zehn verschiedene Abspanntitel, von denen vier (Let me love you, Anata ga...Inai, Still I Love You und Hello, my happiness) bereits im Spiel Verwendung fanden:
1. ウソツキ von CooRie (Usotsuki)
2. 愛のカケラ von Miyuki Hashimoto (Ai no kakera)
3. ﾜﾙﾂ von Kanako Itō (Waltz)
4. Let me love you von Haruko Momoi
5. 記憶の海 von yozuca* (Kioku no Umi)
6. Look at me von YURIA
7. あなたが…いない-Remix Version.- von Minami Kuribayashi (Anata ga…Inai -Remix Version.-)
8. Namida no Riyuu von Minami Kuribayashi
9. Still I love you ~みつめるよりは幸せ~ von KIRIKO (Still I Love You)
10. Hello, my happiness von Miyuki Hashimoto

## Manga
Ein Manga zum Spiel mit Illustrationen von Homare Sakegatsu erschien bis zur Ausgabe 11/2007 in Kadokawa Shotens monatlichem Manga-Magazin Comp-Ace. Diese Kapitel wurden in zwei Tankōbons zusammengefasst die am 26. Juli 2007 und am 26. November 2007 erschienen.
Zusätzlich erschienen zwei Ab-18-Anthologie-Manga mit Geschichten von verschiedenen Autoren. School Days erschien am 18. Oktober 2005 bei P-mate Comics und School Days Kotonoha-hen: Anthology Comic EX (School Days 言葉編 アンソロジーコミックEX) am 25. September 2007 bei XO Game Comics.